# Sanna Töringe
Sanna Töringe (ur. 1952 w Lund) – szwedzka dziennikarka, autorka książek kucharskich i książek dla dzieci.
W Polsce nakładem Wydawnictwa Zakamarki w 2010 roku ukazała się jej książka O duchu, który się bał (tyt. oryg. Rädda spöket, 2009) z ilustracjami Kristiny Digman w tłumaczeniu Katarzyny Skalskiej.